# Gaspare Antonio Marinello
Gaspare Antonio Marinello (Sciacca, 3 gennaio 1955) è un politico italiano.

## Biografia
Gaspare Marinello, detto “Rino”, svolge la professione medica presso il pronto soccorso dell’ospedale “Giovanni Paolo II” di Sciacca. Ambientalista, fa parte come volontario del gruppo Sciacca Pulita, dedicandosi, insieme ad altri, alla pulizia della sua città, alla cura del verde e all’attenzione per il decoro urbano. Come componente della Associazione “Basta poco per farli sorridere – ONLUS”, è volontario in rilevanti progetti sociali che lo hanno portato tre volte in Tanzania e una volta in Burkina Faso.
Alle elezioni politiche del 2018 è eletto senatore del Movimento 5 Stelle.

## Vita privata
È sposato e ha due figli.